# 1665
1665 (MDCLXV) byl rok, který dle gregoriánského kalendáře započal čtvrtkem.

## Události
Česko
- 10. srpna – vysvěcení dokončené kaple Božího hrobu ve Slaném

Svět
- 02. února - Město New Amsterdam bylo přejmenován na New York na počest vévody z Yorku Jakuba II. Stuarta[1]
- odhadovaný rok Cassiniho-Hookova objevu Jupiterovy Velké rudé skvrny

### Probíhající události
- 1652–1689 – Rusko-čchingská válka
- 1665–1667 – Druhá anglo-nizozemská válka
- 1665–1666 – Velký londýnský mor

## Narození

#### Česko
- 12. července – Jan Kryštof Bořek, šlechtic, ekonom a sběratel umění († 1729/30)
- 01. září – David Zürn nejml. český barokní sochař († po r. 1724)
- 29. září – Jindřich Vilém Wilczek, šlechtic († 19. března 1739)
- neznámé datum
  - Jakub Galač, slezský evangelík, sedlák, písmák a básník († 1725)
  - Gottfried Hoffer z Lobenštejnu, generální vikář litoměřické diecéze († 22. února 1732)
  - Filip František Gallas, český šlechtic († ? 1730)

#### Svět
- 01. ledna – Christian Thomasius, německý právník, filosof a pedagog († 23. září 1728)
- 06. ledna – Karel Ludvík Nasavsko-Saarbrückenský, německý hrabě († 6. prosince 1723)
- 06. února – Anna Stuartovna, královna Anglie, Skotska a Irska († 1714)
- 14. března – Giuseppe Crespi, italský malíř († 16. července 1747)
- 17. března – Élisabeth Jacquet de La Guerre, francouzská hudební skladatelka a cembalistka († 27. června 1729)
- 21. března – José Benito de Churriguera, španělský barokní architekt a sochař († 2. března 1725)
- 27. března – Pietro Pariati, italský básník a operní libretista († 14. října 1733)
- 29. dubna – James Butler, 2. vévoda z Ormonde, britský vojevůdce, státník a šlechtic († 16. září 1745)
- 15. července – Erik Sparre af Sundby, švédský hrabě, polní maršál, královský rada, diplomat a malíř († 4. srpna 1726)
- 06. srpna – Jean-Baptiste Lully, francouzský hudební skladatel († 9. března 1743)
- 27. srpna – John Hervey, 1. hrabě z Bristolu, britský šlechtic a politik († 20. ledna 1751)
- 14. září – Jean-Baptiste Colbert, markýz de Torcy, francouzský státník a diplomat († 2. září 1746)
- 02. října – František Antonín z Harrachu, rakouský říšský kníže-arcibiskup († 18. července 1727)
- 06. prosince – Mikuláš Berčéni, uherský hrabě, hlavní generál Františka II. Rákociho († 6. listopadu 1725)
- neznámé datum
  - prosinec – Nicolaus Bruhns, německo-dánský hudební skladatel, varhaník a houslista († 8. dubna 1697)
  - Evelyn Pierrepont, 1. vévoda z Kingstonu, britský politik a šlechtic († 5. března 1726)
  - Giovanni Battista Alliprandi, italský architekt působící v Čechách († 13. března 1720)
  - Damian Sickingen, rakouský generál († červenec 1730)
  - Gaetano Veneziano, italský hudební skladatel a pedagog († 15. července 1716)
  - Juriaen Pool, nizozemský malíř († 1745)
  - Giovanni Maria Ruggieri, italský hudební skladatel († 1720)

## Úmrtí

#### Česko
- 05. března – Jan mladší Skrbenský z Hříště, český šlechtic (* 23. srpna 1585)
- 11. března – Jan Gobbar, olomoucký kanovník a kapitulní arcijáhen (* 14. září 1613)
- 18. dubna – Jindřich Michal Hýzrle z Chodů, český šlechtic (* 10. ledna 1575)
- 20. července – Jiří Pfefferkorn, jezuita a první superior na Svaté Hoře (* 11. dubna 1611)
- 20. listopadu – Julius Jindřich Sasko-Lauenburský, šlechtic, vévoda, císařský vojevůdce (* 9. dubna 1586)

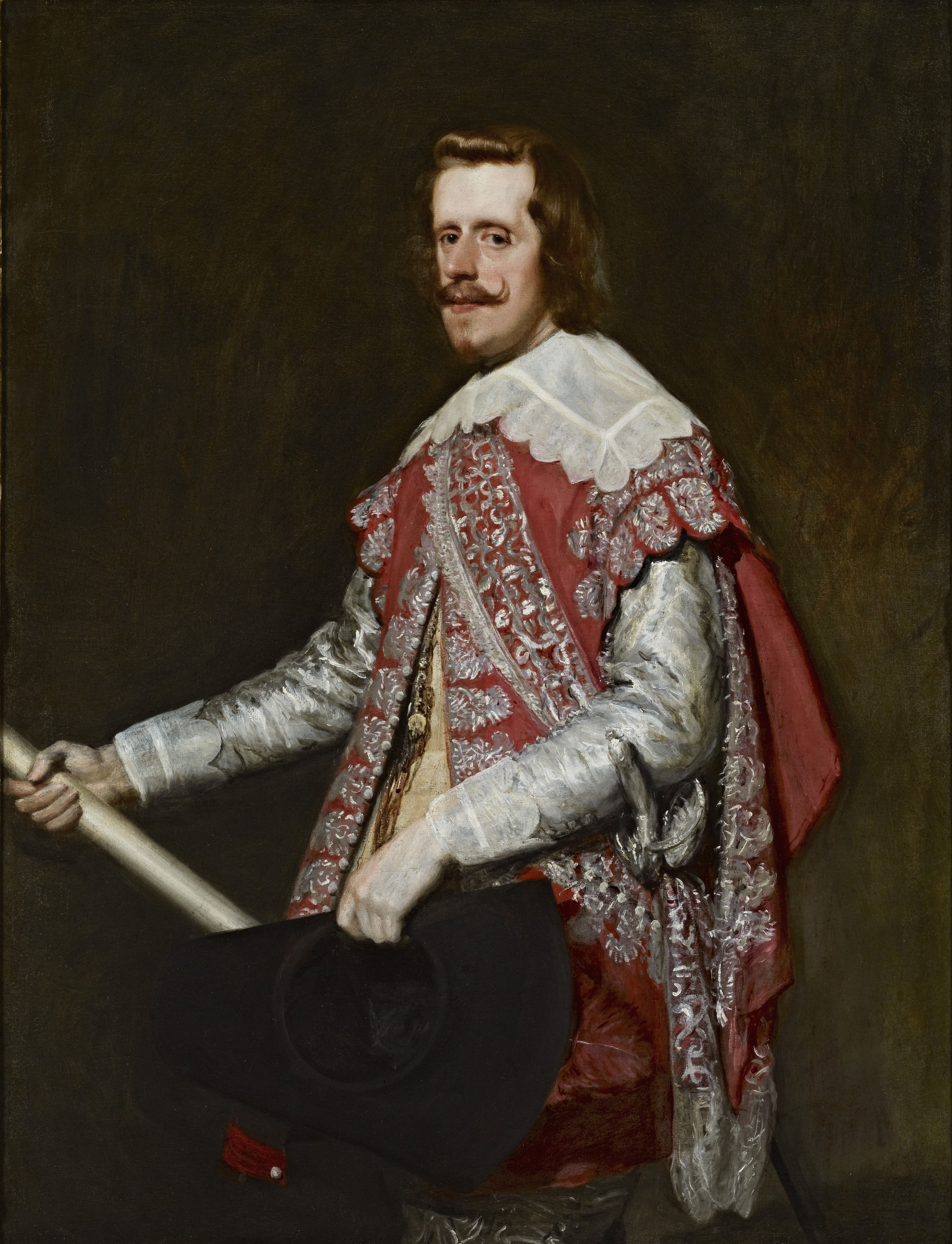
Filip IV. Španělský († 8. dubna)

#### Svět
- 12. ledna – Pierre de Fermat, francouzský matematik (* 1601)
- 16. února – Stefan Czarniecki, polský vojvoda (* 1599)
- 19. února – Jan Ferdinand Porcia, rakouský státník a dvořan (* 1605)
- 20. března – Giovanni Battista Alouisi, italský barokní hudební skladatel (* okolo 1600)
- 15. dubna – Lorenzo Lippi, italský barokní malíř a básník (* 3. května 1606)
- 24. května – María de Jesús de Ágreda, španělská abatyše (* 2. dubna 1602)
- 13. června – Jacob van Wassenaer Obdam, nizozemský politik (* 1610)
- 17. června – Marie Alžběta Holštýnsko-Gottorpská, hesensko-darmstadtská lankraběnka (* 6. června 1634)
- 25. června – Zikmund František Tyrolský, rakousko-tyrolský velkovévoda (* 27. listopadu 1630)
- 28. června – Lavrentij Avdějevič Obuchov, ruský administrátor (* kolem 1632)
- 28. srpna – Elisabetta Sirani, italská barokní malířka a grafička (* 8. ledna 1638)
- 13. září – Jean Bolland, jezuitský historik (* 13. srpna 1596)
- 17. září – Filip IV. Španělský, španělský král (* 1605)
- 25. září – Marie Anna Habsburská, rakouská arcivévodkyně (* 13. ledna 1610)
- 19. listopadu – Nicolas Poussin, francouzský malíř (* 15. června 1594)
- 20. listopadu – Julius Jindřich Sasko-Lauenburský, vévoda sasko-lauenburský (* 9. dubna 1586)
- 02. prosince – María Ángela Astorch, španělská řeholnice Řádu klarisek-kapucínek (* 1. září 1592)
- neznámé datum
  - červenec – Elizabeth Stanhopeová, hraběnka z Chesterfieldu, britská aristokratka (* 29. června 1640)
  - Boynuyaralı Mehmed Paša, osmanský státník (* ?)

## Hlavy států
- Anglie – Karel II. (1660–1685)
- Francie – Ludvík XIV. (1643–1715)
- Habsburská monarchie – Leopold I. (1657–1705)
- Osmanská říše – Mehmed IV. (1648–1687)
- Polsko-litevská unie – Jan Kazimír II. Vasa (1648–1668)
- Rusko – Alexej I. (1645–1676)
- Španělsko – Filip IV. (1621–1665) / Karel II. (1665–1700)
- Švédsko – Karel XI. (1660–1697)
- Papež – Alexandr VII. (1655–1667)
- Perská říše – Abbás II.